# 未来日記 (漫画)
『未来日記』（みらいにっき）は、えすのサカエによる日本の漫画作品。同名でアニメ化や、『未来日記-ANOTHER:WORLD-』としてテレビドラマ化された。

## 概要
『月刊少年エース』（角川書店）において、2006年3月号から2011年2月号まで連載された。単行本は本編12巻、外伝3巻まで発売されており、累計発行部数400万部を超える。
外伝作品は主にエースアサルト、ヤングエースにて掲載されており、『未来日記モザイク』、『未来日記パラドックス』、『未来日記リダイヤル』の3作品が制作されている。
第32回講談社漫画賞で少年部門の候補作にノミネートされた。
2011年3月に創刊された『4コマnanoエース』（角川書店）Vo.1からVol.7号まで、最終話は月刊少年エース2011年12月号に掲載されたスピンオフ漫画『未来日記モザイク消し』（作者：竹内元紀）が連載された。
2012年、第43回星雲賞コミック部門候補作となる。

## あらすじ
周囲に関わろうとせず「傍観者」であることを望む中学2年生の少年・天野雪輝は、見聞きした全てを携帯電話の日記に付けていた。友人と呼べるのは、自分の空想した人物、時空王「デウス・エクス・マキナ」と彼の小間使い「ムルムル」だけである。
ところがある日、自分がまだ体験していないはずの未来が日記に書かれるようになる。それは空想のはずのデウスの仕業だったのだ。未来を知ることで調子に乗り、有頂天になる雪輝。しかしその後、同じように「未来日記」を持つ人間が自分を含め12人いることと、その12人による次期時空王の座をかけた殺し合いのサバイバルゲームが開かれていることを知る。
1stとなった雪輝はクラスメイトの我妻由乃が同じく未来日記所有者の2ndであること、自分に対する異常な偏愛を持ったストーカーであることを知る。彼女の協力を経て、連続殺人犯である日記所有者3rd火山高夫に殺される予知（DEAD END）を覆し撃退するが、この「奇跡を超える奇跡」により、雪輝は、他の日記所有者から命を狙われることになる。そして、雪輝は、由乃や他の日記所有者、クラスメイトや警察官西島の協力を受けながら、この殺人ゲームに立ち向かっていく。

## 登場人物

### 未来日記所有者
物語は時空王に選ばれた12人の未来日記の所有者同士のサバイバルゲームである。各人物には序数がつけられており、作中で所有者同士が互いを呼ぶ場合などで、その序数そのままや「○番目の所有者」などと表現される。未来日記を所有しはじめた順番だと推測できるが、作中では明記されていない。
主要人物の名前はギリシア神話やローマ神話の神の名前を由来としている。
天野 雪輝（あまの ゆきてる） - 1st
声 - 富樫美鈴
所有未来日記：無差別日記
本作の主人公。市立桜見中学2年生の少年。自分の空想の存在だったはずのデウスのゲームに巻き込まれ、未来日記所持者同士の殺し合いに身を投じることになる。火山との戦いで殺される予知 (DEAD END) を覆し、逆に相手を殺し返すという奇跡を超える奇跡を見せたため、以降他の未来日記所有者たちから真っ先に狙われることとなる。神の座には興味がなく、ただ生き残ることが目的だったが、和解した父がジョン・バックスにより殺されたことをきっかけとして由乃と共に神を目指す。
元々寂しがり屋で、傷つくことを怖れて傍観者に徹する臆病な性格。かなりの泣き虫で、すぐに涙ぐむが未来日記所有者との戦いでは、勇敢さを発揮することもある。欠点として調子に乗る傾向があることと、あまり他人を疑うことがないため、他の未来日記所有者に騙されやすいところがある。7th撃破と同時期に母が（過失的ではあるが）父に殺害され、その父もジョン・バックスの部下によって殺害されたことから、『神になって両親（及び所有者の戦いによる犠牲者）を生き返らせる』決心をする。この決心以降、敵の殺害や無関係の人々を巻き込む作戦を実行する等、かなり過激な性格になった。
趣味は日記をつけることとダーツ。ダーツは普段から携帯し、未来日記所有者との戦闘でも武器として使い火山や椿の日記を破壊している。現在、両親が離婚したため、母親に引き取られているが、母は滅多に帰ってこないため一人でいることが多い。
彼が所持する携帯電話「無差別日記」は、自分を中心とした周囲の未来を無差別に予知する能力がある。元々は趣味として雪輝の見た物を日記に書いていた物がデウスの力により変化したもの。全日記中最多の情報量を持つが、普段から雪輝が傍観者でいようとしたため、自分自身のことが一切書かれていないという欠陥がある。また、あくまで雪輝主観の情報に依存するため、雪輝が間違った情報を把握した場合は間違った情報のままの未来が表示されてしまう。
我妻由乃に対しては、自分を想ってくれている事実と献身的に自分を護ろうとしてくれていることは理解しているが、ストーキングしていた事実とその得体の知れない印象から、恐怖と愛情の入り混じった複雑な心情を抱いている。なお、由乃とは別に、中学一年の時にクラスメイトだった若葉萌絵に惚れていた。月島狩人との交戦の際、成り行きで仕方なかったとはいえ由乃と正式な「恋人」となり、後に来須との交戦中にはっきり「好きだ」と告白する。それでも終盤までなぜ好きなのか分からなかったものの、由乃に閉じ込められた夢の世界で『ずっと一緒にいてくれたから』という自身の本当の気持ちに気付いて由乃と結ばれるはずだった予定の日を１日繰り上げて由乃にリードされながらセックスをした。由乃と結ばれるまでは童貞で、避妊はしていない。
由乃以外の全ての未来日記所有者を破り、あと少しで神の座という所まで行くが『死んだ人間を蘇生することはできない』という事実を知り落胆、さらには由乃の正体と目的を知り打ちのめされるが、それでも由乃を追って過去に飛び愛を告げる。雪輝との関係を断ち切ろうとする由乃に『全ての願いがかなう夢の世界』へと送りこまれるもあくまで由乃を救うためにあがき、封じられていた2周目のムルムルとともに夢の世界を脱出。由乃を抱きしめ自身を殺させることで由乃の居場所となろうとするが、結局は由乃に生かされて神となる。由乃を失ったことで世界を再生する気力を失い、1万年間虚空の中で悲嘆に暮れていた。その後、記憶を分け与えられた由乃によって救いだされ、ともに星を見に行く所で物語は終わる。アニメ版本編では日記で救い出されることを匂わせたところで終わっており、ラストシーンは「リダイヤル」にて描かれた。
3周目では両親の関係性が改善されているようで、若葉萌絵と交際し、両親と一緒に出かけるほどの仲となっていた。なお、本来3周目は神となったものが過去をやり直さない限り存在しないはずだが、由乃を追ってともに時間跳躍をしたみねねの干渉で未来日記計画そのものが消滅したことで因果律が完全に崩壊、2周目とは全く違う世界として確立されている。
『月刊少年エース』2007年5月号に掲載された『花子と寓話の未来日記』では、由乃のストーカーぶりについて相談するため作者の前作『花子と寓話のテラー』に登場する亜想探偵事務所へ赴く。
由来は、カピトリーノ三柱神の主神であり天空神でもあるユーピテル。
我妻 由乃（がさい ゆの） - 2nd
声 - 村田知沙
所有未来日記：雪輝日記
本作のヒロイン。『未来日記リダイヤル』の主人公。Height 162cm. B92/W70/H91. 雪輝と同じクラスの少女。美人で成績も良く家事全般が上手な皆の憧れだが、実は雪輝に惚れているストーカー。火山から雪輝を守るために共闘したことをきっかけに行動するようになる。美坂児童養護施設の出身で、我妻潮夫妻に養女として引き取られるまでは家族がいなかった。神の座には興味がなく、ただ雪輝と一緒にいたいとしか思っていない。
雪輝のためなら躊躇無く全てを犠牲にする行動を取るが、雪輝以外には無関心。また雪輝に近づく女性に対しては敵と見なし殺そうとする（実際、椿や日向などのように雪輝を利用する敵の場合が多い）。雪輝曰く「感情起伏の"スイッチ"が入ると常軌を逸した言動を取る。」特に雪輝の身に危険が迫ったり、自分の思い通りにならないことがあるとよく起こる。普段は雪輝を「ユッキー」という愛称で呼んでいる（学校では他人行儀で「天野君」と呼んでいる）。
雪輝との出会いは1年前で、「将来の夢」のアンケートに何を書けばいいのか分からず、放課後の教室に居残っていた時に知り合う。そこで同じく居残っていた雪輝の「家族みんなで星を見に行きたい」という両親の離婚によって叶わぬ夢を肯定し、「家族」として星を見に行くために「私が未来のお嫁さんになってあげる」と言ったことが好意に繋がっている。雪輝の母親とは意気投合し、親公認カップルとみなされたが、雪輝の母が自分との仲を認めなかった場合は、殺すつもりだったと思われる言動をとっている。
両親は「海外に出張している」と話しているが、自宅の一室に3つの死体が転がっており、実際はこの死体のうち2つが海外に出張していることになっている両親である。そのため、母親のことを思い浮かべたときは自宅の死体のことを思い浮かべていた。そのことに関して精神的に非常に脆く不安定らしく、自分自身が追い込まれた際、無意識下で自分に都合の良いように記憶が改竄される。この精神状態は鬱病が悪化した母親と仕事で帰ってこない父親に苛まれた結果で、かつてはいつか正常になると信じていた。
彼女が所持する携帯電話「雪輝日記」は、雪輝の未来を10分おきに記録する能力を持つ。非常に限定的な内容だが、雪輝の「無差別日記」と組むことで「完全予知」が可能となる。ただし逆に考えれば「雪輝日記」は上記の性質上、雪輝にとって最大の敵ともなる存在である。ちなみに、日記中の雪輝は少々美化され過ぎる傾向がある。また、「DEAD END」以外の唯一のENDである「HAPPY END。」が表示されている。
雪輝同様、他の日記所有者と比較するとこれといった超常的能力は持たないものの知力･身体能力ともに非常に高い。状況を的確に分析･把握する洞察力と躊躇しない行動力で他の所有者たちにも実力を認められている。また、礼佑戦において座禅のようなポーズを組み、「豊穣礼佑」になりきったかのように心理を読むなど謎の特技を併せ持つ。
雪輝を一方的に助けている印象を与えがちだが、実際は火山やみねねとの戦闘のように雪輝をサポートする側に回ることもある。一方で椿に捕まって御目方教の信者たちに陵辱されかけた時や、礼佑の改造スタンガンを喰らって毒ガスを吸いかけた時など由乃が窮地に陥った際、雪輝に助けられることもある。
秋瀬或によって我妻邸に存在した3体目の身元不明死体が“本物の我妻由乃”であることが暴かれ、これまで「我妻由乃」だと思われていた自身が“得体の知れない我妻由乃の偽物”であると推理される。しかし、その正体は神になり時間を遡った1周目の我妻由乃で、実際はどちらの由乃も本物である。1周目では雪輝と共に最後の日記所有者となったが、お互いを殺すことができなかったため、心中を決意したことを装って一人生き延び、神になって雪輝を生き返らせようとする。しかし、死者を蘇らせることは不可能であることを知り、雪輝と結ばれるために世界をループさせ2周目の由乃を殺して入れ替わった。
雪輝と体を重ねた後、彼が1周目と同じ心中を選んだことで1周目のムルムルと共謀してデウスの核を入手して過去に飛び、延々とゲームを繰り返すことで雪輝との生活を維持しようとする。さらには、その最中に3周目での自身の父親を刺してしまう。しかし、雪輝への気持ちをなかったことにできなかったこと、希望を抱いていたころの自分に接触したこと、身を呈して3周目の自分を守ろうとする両親を目にしたことで大きく揺らぎ、『依存できればだれでもよかった』という思いとともに別れを告げて夢の世界に閉じ込めてもなお自身を救おうとする雪輝の心に触れ、雪輝を救うために己を殺す道を選ぶ。なお、1周目の世界では雪輝を最後まで｢天野君｣と呼んでいた（2周目の自分を殺してからユッキーと呼ぶようになった）。
3周目では関係が改善された両親とともに幸せに暮らしていた。しかし、1周目の世界のムルムルが残していた1周目と2周目の記憶を分け与えられており、時間が経って雪輝のことを思い出し、1周目の神としての力を行使したのか次元の壁を破壊して虚無的となっていた2周目の雪輝と再会。雪輝とともに星を見に行った。
上述の通りいわゆる｢ヤンデレキャラクター｣である。女の子らしく可愛らしい一面を見せる一方、病的なまでに雪輝を愛しているため、雪輝から告白された後、「幸せを保つため」と監禁したこともある。
『月刊少年エース』2007年5月号に掲載された『花子と寓話の未来日記』では、前作『花子と寓話のテラー』の主要人物の亜想大介・平沼カナエ・花子らに寓話扱いされてしまう。なお、えすの検定によると「（なぜか）本作の主人公」であるらしい。
由来は、カピトリーノ三柱神でユーピテルの妻にして嫉妬深い婚姻の女神ユーノー。
火山 高夫（ひやま たかお） - 3rd
声 - 土門仁
所有未来日記：殺人日記
桜見中学校の英語教師。実は大型のナイフを使い殺人を繰り返す通り魔という裏の顔を持つ。犯行を行う際は全身に防弾・対爆仕様の黒いコートを纏い、素顔を隠すためマスクを被っている。
彼が所持する携帯電話「殺人日記」は、未来に自分が犯す殺人の状況を記録する能力を持つ。事前に犯行方法とその結果が分かるため、完全なる殺人計画書と称される。一方、記述が殺害対象を中心としたものに限定されていることが弱点になっている。
殺人を犯した直後にムルムルと接触するが、当初ムルムルの発言に聞く耳を持たず、「殺人日記」を自ら破壊して自滅するという失態を犯している。みねねと交戦しているが敗北し逃げられ、その後成績が急に良くなるなど劇的な変化が見られる雪輝を未来日記所有者と判断し襲撃するが、雪輝と由乃の連携によって「殺人日記」をダーツで破壊されて消滅する。
3周目の世界でも殺人を犯していたが、偶然遭遇した平坂に捕えられた（アニメ版では刑務所にて坊主頭の火山に平坂が面会をしていた）。
なお、素顔公開前に消滅したが、PSPゲーム及びアニメ公式ホームページではマスクを外した素顔が見られるようになっている。
由来は、ローマ神話の火山の神ウゥルカーヌス。
来須 圭悟（くるす けいご） - 4th
声 - 田中正彦
所有未来日記：捜査日記
桜見署に勤務する刑事課長。妻との間に息子が1人いるが、息子は難病を抱えている。
彼が所持する携帯電話「捜査日記」は、未来の自分の捜査状況が記録される能力を持つ。これにより起こる事件を事前に知ることができる。その特性上、得られるのは当人が所属する桜見署の管轄内の情報に限られるが、デウスにより所有者全員が桜見市内に配置されているため非常に有効となっている。だが、事件を起こさない人間には無効という欠点がある。また、捜査権限が無い場合は当然予知はできない。
正義感からサバイバルゲームを見過ごすことができず、ゲーム自体を潰すことを目的に行動する。みねねが桜見中学校を襲撃した際に雪輝・由乃と共闘し、これをきっかけに3人で共同戦線「未来同盟」を結成する。しかし雪輝・由乃をサポートする一方で、御目方教の事件以降、みねねと取引して捜査情報をリークしている。
その後、医者から息子の余命が3ヶ月しかないと告げられ、息子を助けるために神を目指すようになる。そのため、神になる意思がない雪輝や由乃と敵対することを決意し、同盟を破棄して雪輝たちを陥れ、月島狩人殺しの犯人に仕立て上げた。桜見市民病院で雪輝たちを追い詰めたが雪輝の銃弾により重傷を負い、さらにみねねの供述により自分の捜査権限が外されたことで未来日記が無力化され敗北。みねねに息子のことを託し、自ら「捜査日記」を破壊して消滅する。
3周目の世界では、みねね（2周目）から自身の息子の病状を知らされたために早期治療が出来、それから2年経過した後も息子と問題なく暮らしている。
由来は、ローマ神話の商業神メルクリウス。
豊穣 礼佑（ほうじょう れいすけ） - 5th
声 - 真田アサミ
所有未来日記：はいぱーびじょんだいありー
雪輝の母・礼亜の同僚の息子。4歳（アニメでは5歳）。男女を模した一対のパペット人形を持っており、よく両手に装着して遊んでいる。子供ゆえの残酷さ、強いエリート志向、そして年齢にそぐわない卓越した知略を兼ね備える。
彼が所持する絵日記「はいぱーびじょんだいありー」は、朝・昼・晩の1日3回、自分の未来を記録する能力を持つ。性質上、逐一未来が記録される他の未来日記よりも情報量が少ないため、最弱の日記と評されている。手書きの絵とはいえ映像が映し出されるのも特徴である。
御目方教の事件で信者だった両親を亡くしたため、一時的に天野家に預けられ、遊び感覚で雪輝と由乃を殺そうとする。青酸ガスのトラップを仕掛けて雪輝を瀕死に追い詰め、由乃に対して解毒剤をかけたゲームを挑む。一時は由乃を追い詰めるが、命を省みない雪輝の助太刀もあり、由乃に日記ごと包丁で刺される。その後、解毒剤を由乃に渡し、いずれ雪輝と殺し合うことになると予言。自分に勝った由乃が最後に勝利することを願って消滅する。
両親からは冷たく扱われていた（それどころか親同士で殺し合い同然の喧嘩をしていた）ため、親の仇である雪輝と由乃に対しても恨みは抱いておらず、むしろ好意を持っている。しかし『未来日記モザイク』では、両親のことを駄目な人間と評しながらも、親に甘えたかったと明かされている。
3巻おまけ漫画では、ムルムルから未来日記所有者に選ばれた際、「宇宙人に会わせるのならゲームに参加する」という条件を出し、デウスの皿を使ったUFOで宇宙へ行っている。
3周目の世界では御目方教の事件が発生しないため、両親は健在であり、両親と仲良く暮らしている。『リダイヤル』では、「将来の名探偵の助手」として秋瀬或の助手を務めてもいる。
由来は、ローマ神話の豊穣の神ケレース。
春日野 椿（かすがの つばき） - 6th
声 - 仙台エリ
所有未来日記：千里眼日記
新興宗教団体「御目方教」の教祖を務める巫女。生まれつき左目が弱視で、右目は髪で隠れている。普段は座敷牢にいる。
信者からは「御目方様」と呼ばれているが、実は前の教祖だった両親が死んで以来、信者からたびたび陵辱を受けていた。そのため、「こんな世界はなくていい」という思いを抱くようになり世界を滅ぼすために神の座を狙う。
彼女が所持する巻物「千里眼日記」は、1000人以上の信者や客人から寄せられる未来の「報告」が記録される能力を持つ。そのため、広範囲の情報を把握することが可能で、自身から遠く離れた地点の情報も得ることができる。ただし、記載される内容は他人からの報告であるため、情報操作には弱い。そのため、催眠術を使用する平坂が天敵となる。
捕まえたみねねを餌にして雪輝、由乃、来須を一網打尽にしようとするがDEAD ENDフラグが立ったため、雪輝を利用して運命を変えようと目論む。天敵である平坂の撃破後、本性を表し弱った由乃を捕獲して信者たちにレイプさせようとする。泣き叫ぶ彼女を人質として雪輝を殺そうとするが、平坂が行った情報攪乱の応用を雪輝に用いられ、ダーツで日記を破壊されて消滅する。
3周目の世界では両親が死亡せず、そのため教団も邪教化していない。秋瀬或に惚れている（これは『未来日記パラドックス』と同様である）。
由来は、ローマ神話の春の女神プロセルピナ。
戦場 マルコ & 美神 愛（いくさば マルコ & みかみ あい） - 7th
声 - 関智一（戦場マルコ）、松元惠（子供マルコ）、桑谷夏子（美神愛）
所有未来日記：交換日記
二人組の未来日記所持者。マルコはリーゼント（本人曰く「天然パーマ」）の男で「カウンター馬鹿」と称される程カウンターに異常にこだわるケンカ好き、愛は投擲が得意な女で、投げナイフを幾本も隠し持っている。2人とも両親に捨てられた孤児でかまどに拾われた。2人で永遠に生きるために神になろうとする。かまどの未来日記を使用して孫所有者のふりをしていたが、雪輝たちの懐に入り込んだ瞬間に正体を表す。愛については人よりも敏感で、雪輝と由乃の関係を紛い物の愛だと言っている。
彼らが所持する携帯電話「交換日記」は、2人で互いに観察し続けた未来が10分おきに記録される能力を持つ。マルコが愛を観察した結果を表示し、愛はマルコを観察した結果を表示するため、お互いを守ると言う点では雪輝と由乃の連携よりも高い能力を持つ。
孫所有者であった時の日記はそれぞれ「常勝無敗ケンカ日記」と「逆ナン日記」。マルコの日記はケンカの際の相手の手を予知し、いかにクロスカウンターを決めるかという一点に絞られた日記で、本人の強さも相まってケンカに置いてはほぼ無敵の能力を誇る。愛の日記は自分が将来に逆ナンする男の顔、名前、評価、居場所、批評がリスト化されたもの。その特性から、男の居場所を探し出すのに使われる。
高坂邸で雪輝と由乃の未来日記を奪い、11thの情報を手に入れるため桜見タワーで雪輝の父・九郎の身柄と引き換えに未来日記を渡す交渉を行い、2人をおびき出すことには成功するが、ブラフを見抜かれ奪い返されてしまう。直後にたー君の仕掛けた爆弾が爆発してタワーが崩壊し始めた後、タワーの展望台にて再び対峙し、得意の連携プレーを発揮して由乃を追い詰める。だが、雪輝が「弱いから隠れる」と宣言したことに対してマルコが激怒、愛はマルコと引き離された所を狙われ、雪輝のダーツを避けた拍子に由乃に首を切られ瀕死の重傷を負う。そしてさらなるタワーの崩壊が起こり雪輝、由乃、愛の3人が下敷きになるも、マルコの協力もあり脱出。天井の崩落に巻き込まれた時にマルコに鉄骨が刺さっており、愛も失血死したことで望みを失いパラシュートを雪輝たちに渡す。最後は雪輝たちの言動と行動の矛盾を指摘して大事なことに気付かせた後、崩落するタワーに巻き込まれて死亡した。
『リダイヤル』では、美神愛は宮代お鈴と共に御目方教に潜入したままの様子。
3周目では、敗北の未来を知ったジョン・バックスが未来を回避するために施設に支援を行うことにしたことで安定した生活を送れるようになった、2年後では愛が妊娠し『リダイヤル』の漫画版では5人目の子供が誕生している。
由来は、軍神にして戦争の災厄を司るマールス及び美と愛の神ウェヌス。
上下 かまど（うえした かまど） - 8th
声 - 今野宏美
所有未来日記：増殖日記
桜見市内児童養護施設「母の里」の院長。頭部が大きめで、3頭身の女性。多くの子供たちを育てている肝っ玉母さんで面倒見がいい。戦場マルコたちと手を組み、孫所有者たちに指示を送りながら雪輝たちと交戦する。
彼女が所持するサーバ「増殖日記」は、サーバーを通して他者に未来日記の力を与える能力を持つ。未来日記を持てる孫所有者はかまどが任意に選べ削除することもできる他、孫日記に書かれている内容を知ることもできる。。また、あくまでも彼女の日記はサーバーなので、孫日記は予知能力はあるものの携帯電話のアンテナがないところでは使用不能になり、孫日記を壊されても所有者およびかまどが消滅することはない。
ジョン・バックスによって母の里が解体され雪輝たちと手を組みジョン・バックスを襲うが、裏切られ施設の子どもたちを全員殺され自身はジョン・バックスに捕まる。秋瀬によってツインタワービルから救出され身柄を雪輝に引き渡さない条件として秋瀬の日記を孫日記化した。しかし、秋瀬たちが倒され雪輝に子供たちが安心して住める世界にという想いを託した後、由乃に刺されて死亡。
3周目では、上記のように施設が市の支援を受けられるようになったため、雪輝に託した思いは果たされる形となった。2年後では、ジョン・バックスと付き合い、『リダイヤル』の漫画版では入籍した。
由来はかまどの神ウェスタ。
雨流 みねね（うりゅう みねね） - 9th
声 - 相沢舞
所有未来日記：逃亡日記
国際的な女性テロリスト。年齢は18歳。本編の外伝『未来日記モザイク』では主人公を務める。
8歳のとき、中東を旅行中に宗教紛争に巻き込まれて両親を失い、以降「神」を憎み、宗教施設・宗教関係者を対象にしたテロ活動を繰り返していた。
爆破テロを得意とし、サバイバルゲームでも主に爆弾類を武器として使用し、自身の死と同時に起爆する心音爆弾を所持するなど、爆発物のエキスパート。また、変装も得意で警察や病院に潜入したこともある。バイクの運転もこなす。愛車はkawasaki・ニンジャ650R（車体色、ライムグリーン×エボニー）。
目的のためなら躊躇も容赦も全くしないが、一方で面倒見がよく、時折女性らしい一面ものぞかせる。初登場時に着ているゴスロリ風の服は、西島と一緒に火山の追跡から逃げる際に拝借したもので、その後もしばらく持っていた。
彼女が所持する携帯電話「逃亡日記」は、自分の未来の逃走ルートが記録される能力を持つ。安全な逃走経路を知ることができるが、テロリストである彼女の犯行を予知する来須の「捜査日記」と信者1000人によって監視できる椿の「千里眼日記」とは相性が悪い。
神であるデウスを殺すことを目的に、ゲームでの勝利を目指す。同じ犯罪者である火山を追っていたが、それを打ち倒した雪輝を狙い桜見中学校を襲撃。しかし雪輝と由乃の連携の前に敗れ、突撃してきた雪輝のダーツで左目を刺されて負傷したため一旦は逃亡。未来日記モザイクによるとその後平坂の策略によって捕まり御目方教に引き渡された。その際に御目方教に1stの情報を吐き出すように拷問を受け、視力を失っていた左目を抉り取られ、以降、眼帯を付けるようになる。
御目方教の事件後、来栖から取引を持ちかけられて同盟を組むが、後になりゆきで同盟を破棄することになり雪輝・由乃と手を組み来栖を倒す。
ジョン・バックスとの戦いの最中に西島にプロポーズされ、戦いが終わった後テロリストを辞め結婚することを承諾する。西島たちと共にツインタワービルの「HOLON III」の破壊に向かうが、クレイモア地雷で右腕を失い、さらにジョン・バックスの部下の襲撃で西島が殺される。その直後、雪輝に助けられるも自分たちを盾に利用した雪輝に激しい怒りを見せた。ジョン・バックスを倒すという言葉に一応の共闘姿勢を見せるが、ジョン・バックスが我妻銀行大金庫に篭城したため、作戦失敗と判断して完全に決別し雪輝に銃を向け追い詰める。後一歩の所まで迫るも雪輝の日記を利用した作戦によって敗北し重傷を負う。
最後は雪輝たちに後を託すべくジョン・バックスの篭る金庫の前で自分の日記を破壊し、心音爆弾を作動させ自爆した。
その後は死亡したかに思われていたが、実際にはデウスによって命を救われた上、知識と力、さらに右腕を与えられて半人半神化する。雪輝とともに時間跳躍を行い、3周目の世界へ移動。そこでムルムルと戦い再度右腕を失うも、生き延びてそのまま3周目の世界に留まり、3周目の世界の西島との間に子供をもうける。
3周目の世界では、2周目の世界から移動してきたみねねとは別に3周目のみねねもおり、3周目の彼女はテロリストとしてテロ活動を続けていた。『リダイヤル』では、新たに義手をつけている。
由来は、カピトリーノ三柱神で知恵の女神ミネルウァ。
月島 狩人（つきしま かりゅうど） - 10th
声 - 平松広和
所有未来日記：飼育日記
犬舎「月島ケンネル」のオーナー。「人は犬より劣る」という考えを持つ病的な愛犬家で、犬には豪勢なフランス料理を振舞う一方、自分はインスタントラーメンを食べている。妻とは離婚しており、娘・日向とも別居中。
彼が所持する携帯電話「飼育日記」は、未来に行う彼の愛犬たちへの命令と遠吠えによる報告を記録する能力を持つ。携帯電話からリーダーである『アルファ』に命令を出し統率を取ることができる。
自分の犬を利用し、未来日記所有者と思わしき人物を殺害していたが、秋瀬或に目をつけられ、デウスに自分の未来日記を第三者に譲渡することを提案する。提案は却下されるも日向に日記を譲渡し、自分の代わりに或を始末させようとするが失敗。最期は来須に銃殺される。
日向に対して神になって時間を巻き戻して家族をやり直したいという嘘をついているが、死ぬ間際に家族の写真を見ながら日向に「自分のような悪い人間になるな」と伝えるなど本当に嘘だったかは不明。
3周目の世界では、日向が自身の犬と仲良くやっていることを知り、関係は改善されたようで、最終話では妻らしき人物と娘と一緒に歩いている姿が確認できる。
名前の由来は、ローマ神話の狩猟の女神ディアーナ。
ジョン・バックス - 11th
声 - 土師孝也
所有未来日記：The watcher
桜見市市長。かつてデウスに、神の力を分け与えた未来日記を作ることを持ちかけた張本人。
彼が所持する携帯電話「The watcher」は、他者の未来日記の予知内容を覗き見る能力を持つ。覗ける日記の対象にはかまどの日記によって生み出された孫日記も含まれるが、自身や未来日記を所有していない一般人については他の日記に書かれていない限り予知できない。由乃のように自身のことが予知されない所有者についても同様。また、「千里眼日記」同様、情報操作に弱く雪輝らが自身の日記を改竄して作った偽情報によって攪乱されたことがある。なお、この「The watcher」は、以前デウスとともに試作した未来日記のアーキタイプをもとに、その挙動をまとめたものである。
市長の立場を利用し、議会で「母の里」の解体を可決させる。その上でかまどを捕らえ、「増殖日記」と自身が所有するコンピューター「HOLON III」を接続させ、全桜見市民を孫日記の所有者にすることに成功し、桜見市全域に及ぶ広範囲の予知能力を獲得する。
その後、雪輝、由乃、みねねと敵対し、ツインタワービルで対峙する。我妻銀行大金庫に篭城し高みの見物を決め込むが、網膜スキャンによってロックされ、「ジョン・バックス」「我妻夫妻」「我妻由乃」以外には誰にも開けることが不可能なはずの金庫を偽物と思われた由乃に開けられ、殺害された。
3周目の世界では、製作段階の「The watcher」が2周目の世界の未来日記を覗き見たことで、自身が敗北する未来を知り、その未来を変更するため未来日記計画の中止を決定し、「母の里」への支援を議会で可決させた。2年後の最終話では、かまどと交際している。『リダイヤル』では、未来日記計画に代わる神を決める計画をいろいろ提案するも、自分に有利な計画を発案するためデウス・エクス・マキナからはすげなく却下され、ムルムルからは「1・2周目のパラレルワールドよりバカ」と評される。
名前の由来は、ローマ神話の酒の神バックス。
平坂 黄泉（ひらさか よもつ） - 12th
声 - 川原慶久
所有未来日記：正義日記
自称・正義のヒーロー。その正義観は「勝った者が正義、負けた者が悪」という歪んだものだが、正義自体には忠実で、悪とみなした人物以外は、たとえ日記所有者であろうと助ける。
「正義の味方のコスプレ」と称して、烏避けの風船のようなマスクと黒の全身タイツを着用しており、この衣装を着たときはセリフがカタカナと漢字のみで表記される。ただし、このあまりにも怪しすぎる格好が災いして、正義の味方として活動しているにもかかわらず、不審者や強盗に間違われるなど散々な目に遭っている。「正義の味方は顔を隠すもの」と常日頃から人前に出るときは何かしら被って顔を隠している（TVアニメ版の最終回のみ素顔を確認できる）。
全盲だが、それを補う強力な聴力と、数人を一気に操る催眠術を有する。日記の所有者たちの関係をジャンケンに例え、日記や、その所有者の性質・能力からお互いの優劣が存在すると宣言した（例：千里眼日記は逃亡日記に対して強いが、その代わり内部からの情報操作には弱い、等）。
彼が所持するボイスレコーダー「正義日記」は、自身が信じる正義に基づいて、倒すべき悪事や守るべき弱者など、未来に自分が行うべき善行の情報を記録する能力を持つ。
御目方教を直感的に邪悪な教団とみなし、その壊滅を図って教団に潜入する。結果的には予想通りであり、色物の見た目の割に見る目があったと評されている。なお、未来日記モザイクではみねねを捕まえ、御目方教に引き渡した。
御目方教信者にかけていた催眠術を破られ、自身にDEAD ENDフラグが立ったため、時限爆弾を飲み込み、椿を道連れにしようとするが、雪輝の巻き添えを恐れた由乃に倒され自分に勝った由乃を「正義」と称えて爆死する。
3周目の世界でも、2周目の世界と同様のコスチュームで正義を実行しており、偶然火山と遭遇してこれを捕縛している。その2年後の時点では正義の味方として認知されているらしく子供からサインを求められている様子が確認できる。しかし『リダイヤル』によれば、警察からは「12th」と呼ばれ、御目方教ではマスコットキャラクターらしいが御目方教自身からは否定されており、犯罪スレスレの正義の活動が危険視され、秋瀬或達からも酷評されている。
名前の由来は、ローマ神話の冥界の神プルートーと、日本神話において黄泉へと至る道とされる黄泉比良坂。

### 一般人関連
天野 礼亜（あまの れあ）
声 - 水原薫
雪輝の母。ゲーム会社のプログラマー。仕事で家にはほとんどいない。1年前に夫の九郎と離婚している。
息子の雪輝は遠慮のない性格を苦手と感じているが、人当たりが良く由乃や礼佑には懐かれていた。なお、雪輝の異変や由乃の本性に気がついておらず、雪輝と由乃の仲を（息子の意思とは無関係に）認めている。
7th戦での桜見タワー崩壊の際に、現場から逃亡しようとした九郎が雪輝たちの事件に関わっていると考え問い詰めようとするが、揉み合いになった拍子にナイフが腹部に刺さり死亡する。
3周目では夫との関係が改善されたのか、一緒に歩いている描写がある。
天野 九郎（あまの くろう）
声 - 子安武人
雪輝の父。運動神経は皆無で、その上スケベで若干マゾヒストなところもあるお調子者である。雪輝にとっては「気さくな性格をしている良き父親」。借金が原因で離婚しており、現在その借金は300万にもなる。11thに借金を帳消しにしてもらう代わりに雪輝の携帯を破壊しようとしていた（ただし、未来日記を破壊することで所有者が死ぬことは知らなかった）。
7thとの取引の材料として捕らわれるがタワー崩壊の寸前でパラシュートを奪って逃走、降り立った先に元妻である礼亜がいたため揉み合いになり刺してしまう。後に雪輝にそのことを謝罪し、身辺整理を行い自首しようとした矢先に11thの配下に襲われて死亡する。雪輝と由乃によって死体は埋葬された。
高坂 王子（こうさか おうじ）
声 - 白石稔
桜見中学校の時からの雪輝のクラスメイト。陸上部員。お調子者な性格。雪輝を見下して嫌味を言ったり、パシリに使うなど、なにかと雪輝に嫌がらせをしている。なお、みねねのテロのときは真っ先に雪輝を裏切っている。みねねのテロ時に生き残り、市立梅里中学で雪輝と再会する。家は金持ちだが、本人に言わせると古いだけ。8thを庇う秋瀬に協力して雪輝に射殺される。
かまどに能力をもらい孫所有者となったが、情報が筒抜けになる恐れがあるため一度壊されている（後に新しい携帯電話を使って再び孫所有者になっている）。孫所有者となった時の日記は自分の輝いていた瞬間を記録する「高坂KING日記」。文章自体は「病気」と称されるほどに自分を美化した子供っぽいものだが、その情報は確かなものであり雪輝のピンチを救った。
由乃に自分のことばかりで周囲のことが予知できないという欠点を指摘され、再度孫所有者となった時の日記は、自分及びその周囲の人間の輝いていた瞬間を記録する「NEO高坂KING日記」。
日野 日向（ひの ひなた）
声 - 松岡由貴
市立梅里中学での雪輝のクラスメイト。関西弁で喋る少女。雪輝にとって「初めての友達」となる。未来日記の所持者である10thの実の娘。父の時間を巻き戻して家族をやり直したいと言う言葉を信じ、父から「飼育日記」と犬を譲渡され、父を狙っている或を殺そうとする。雪輝を人質に取り、或に「賭け」を仕掛けるが敗北。その後、由乃に追い詰められるが、雪輝の説得で事なきを得る。
雪輝が由乃とともに失踪した際、先の戦いでの詫びや恩返しもあり捜索に参加。また、対7thとの戦闘にも参加するが、愛のナイフ投擲にて負傷。しかし、11thとの戦いの時点ではほぼ完治している。8thを庇う秋瀬に協力して雪輝に射殺される。
後に孫所有者となった時の日記は友達との交流が記される「友情日記」。
3周目では、両親と仲良く歩いている姿が描かれている。
野々坂 まお（ののさか まお）
声 - ゆかな
市立梅里中学での雪輝のクラスメイト。趣味は携帯での写真撮影。お嬢様言葉。日向の友人でサバイバル・ゲームの事情がわかった上で協力する。由乃にカッターを突き刺されるが一命を取り留めた。レズビアンの気があり、日向と一緒に温泉に入れると分かった瞬間目を輝かせたりしていた。
日向同様、秋瀬や高坂と共に雪輝の捜索や8thの配下との戦闘に参加。愛のナイフ投擲にて負傷したが、11thとの戦いの時点では完治している模様。8thを庇う秋瀬に協力して雪輝に射殺される。
孫所有者となった時の日記は日向の「成長」を記録する「ラブラブ日向日記」。
西島 真澄（にしじま ますみ）
声 - 石井真
警察官で来須圭悟の部下。『モザイク』では主要人物。みねねの捜査の際、新人ということでみねねが変装した大嶋夏子と組むことをきっかけに未来日記の事件にかかわるようになる。雪輝と来須の対決では、みねねから一連の事件の真相を聞かされ、来須の捜査権限を外して捜査日記を無効化するのに一役買った。また、未来日記の危険性を危惧し、来須の代わりに雪輝たちに協力する。
『モザイク』では夏子に変装していたころのみねねに告白したことがあるが、後悔はしていない。11thとの戦いの最中にみねねに再度告白し、今度は結婚指輪を贈りプロポーズした。その際、みねねが引くくらい強引に結婚を迫って「HOLONを破壊し、11thを倒せば結婚する」と言われて共に行動することとなる。みねねと共にツインタワービルの「HOLON III」の破壊に向かい、『逃亡日記』を書き換えて11thの日記をかく乱するが、地雷によって右腕を吹き飛ばされたみねねに駆け寄ろうとした瞬間、背後から発砲されてみねねの盾となり倒れた。
3周目では、3周目の世界に居座ることにした2周目のみねねとのあいだに子供をもうけている。みねねが3周目の自分に対して「私」と言っていることを受け入れ、本人をみねねと呼んでいることから、ある程度事情を把握している模様。
大嶋 夏子（おおしま なつこ）
配属したての新米刑事の女性。しかし、警察に潜り込もうとしたみねねによって殺害されていた。
宮代 お鈴（みやしろ おりん）
声 - 小桜エツコ
「母の里」のお手伝いさん。未来日記のことを知っており、8thのブログの管理や7th・美神愛と共に御目方教に潜入するなどのサポートを行う。実はIQ200の天才児。
なぜか、愛やかまどと一緒にミスコン荒らしをしていた。11th襲撃作戦の際、雪輝と由乃の裏切りに遭って死亡する。
孫所有者となった時の日記は「母の里」の子供たち全員の動向を予知する「養護施設日記」。
難波 太郎（なんば たろう）
声 - 進藤尚美
愛称は“たー君”。ぶかぶかの服と帽子をかぶり、サングラスをかけている。「母の里」の出身で、マルコ・愛の3人組で行動することが多かった模様。何らかの仕掛けを施し、建物を炎上・倒壊などをさせる役割を担う。戦闘には直接参加せず、8thに監視状況を報告している。お鈴同様、11th襲撃作戦の際、雪輝と由乃の裏切りに遭って死亡する。
孫所有者となった時の日記は任意の相手の未来日記の能力をコピーする「コピー日記」。
若葉 萌絵（わかば もえ）
声 - 田村睦心
雪輝たちが中学1年生だったころの学級委員長。雪輝から想いを寄せられており、文化祭の買い出しの際に彼から告白されたが、断っている。
3周目では、雪輝と付き合う。
我妻 西果（がさい さいか）
声 - 井上喜久子
我妻由乃の養母。我妻銀行を経営するエリート銀行家の家系であったが子宝に恵まれず、夫とともに美坂児童養護施設から由乃を養女に取った。
由乃の行動の細部にまで監視の目を光らせてその全てを記録し、規則を破れば檻に閉じ込めて食事を与えず、トイレにも行かせないなどの行き過ぎたエリート教育（監禁及び虐待）を施していた。由乃が中学1年のころ、その生活に耐えかねた由乃から仕返しされる形で檻に閉じ込められるが、まったく反省せずに由乃を「鬼子」と罵った後に餓死している。
我妻 潮（がさい うしお）
声 - 宮下栄治
我妻由乃の養父。我妻銀行頭取。普段は仕事が忙しいためほとんど家にいなかったらしく、そのことが西果のストレスの引き金へと繋がってしまった。救急車が呼ばれたことで妻が由乃に何かをしたのではと慌てるくらいには気にかけており、妻の行いを感知していたが、止めることはできなかった。西果と共に由乃に檻へ閉じ込められて餓死している。
黒崎 竜司（くろさきりゅうじ）
声 - 稲田徹
桜見市市長秘書。彼を「市長（メイヤー）」と呼ぶ。常に市長の傍らにおり、戦いの際も自身の日記で撹乱を無力化した。雪輝の作戦に利用され、11thによって射殺される。
孫所有者となった時の日記は市長の行動を記録した「秘書日記」。
船津（ふなつ）
声 - 丸山詠二
御目方教幹部。前教祖だった6thの両親が死んでから後見人になり、教団No.2の権力を持つようになる。脱会する信者をつなぎとめるため6thを慰み者にした張本人。12thの催眠術にかかった信者に殺害される。
『パラドックス』では、6thの両親を殺したことを自白する。
3周目では偶然によって自身の企みが暴かれ、教祖殺害に失敗し、捕まった

### 時空王関連
デウス・エクス・マキナ
声 - 声優不明（パイロットアニメ版）、若本規夫（テレビアニメ版）
時間と空間の神である時空王。その姿は非常に巨大で仮面のような顔をしている。雪輝の空想した架空の存在であったはずだが実在している。世界に刺激を求めてたびたびゲームを開いており、今回の未来日記によるサバイバル・ゲームを主催した。寿命が尽き始めており、体の崩壊が始まっている。ゲームの勝者を「雪輝」に賭けている。ただし、何を賭けていたのかは不明。
終盤にてみねねに力の半分を譲渡し、不正に干渉するムルムルを止めることを託したが、そのため一気に崩壊が加速しムルムルによって核だけの状態にされた。
3周目でも寿命が近く3周目世界に召喚された2周目の神である雪輝に後を任せる。
死体を蘇生しても魂のないただの肉体であること、過去に戻ってもデウスの死が間近なことに変わりはないので結局サバイバルゲームが起こることを伏せているなど意地が悪い。
ムルムル
声 - 本田愛美
デウスの小間使い。小柄な女の子の姿をしているが、矢印型の尻尾がある。雪輝が空想した架空の存在のはずだったが実在している。主食はトウモロコシと餅。はるか昔にデウスに調伏された悪魔で、デウスによって力を封印されているため、本来デウスに従うことしかできない存在だが、ゲームの勝者を「由乃」に賭け、来須を雪輝から裏切らせたりと、独自にゲームの進行に干渉するなどデウスでさえ予想しなかった行動を見せる。
正体は由乃と共に1周目から過去にやってきた存在であり、2周目のムルムルを封印して入れ替わっていた。故に彼女の支配は2周目のデウスでなく、1周目の神である由乃の手にあり、由乃が世界管理に興味を示さないため、神に替わって世界を総べることを目的としていた。デウスの核を手に入れてからは、自身が1周目の存在であることを隠すためのバツ印が浮かび上がった。1周目のムルムルの額には1、2周目のムルムルの額には2と描かれている。
単行本巻末の「ムルムル先生の裏日記コーナー」では、本編で語られない裏事情についての語り部を担っている。外伝『未来日記パラドックス』では、由乃の代役を務めた。
秋瀬 或（あきせ ある）
声 - 石田彰
世界的な探偵になるという夢を持つ謎の色白の美少年。常に論理的で冷静な性格。日向とまおに奪われた『無差別日記』の効果を策略により封殺するなど頭の回転が速い。由乃に殺されそうになった際に合気道のような技でいなした場面や人間2人を担いで移動する場面もあることから身体能力もかなり高い。市立梅里中学での雪輝のクラスメイトで、雪輝の身辺について調査している。雪輝のことを可愛いと評し、愛していると告白して、物語中唯一由乃を「素で引かせた」。
10thを尾行していたことから彼に未来日記所有者であると疑われ、10thの娘である日向に狙われることになる。10thとの戦い後、今度は由乃に事件性を感じ、身辺を調べている。
由乃と共に失踪した雪輝の捜索、対8thの配下戦の作戦立案など、雪輝のために積極的にサバイバル・ゲームに介入する。また、西島刑事や雨流みねねとも情報の交換・作戦の話し合いなどをしあっている。
11th戦後、デウスが変動し続ける未来を観測するために創造した観測者だと正体が明かされデウスに消されかかるも、事前に打っておいた一手で復活する。8thの協力で日記所有者の行動を予知する未来日記「探偵日記」を得て、雪輝たちの前に立ち塞がる。しかし、日記の力を過信し、由乃の策に嵌り首を切られ死亡する。死の間際、雪輝に携帯を通してある真実を伝えた。
『パラドックス』では主役として雪輝の代役を果たす。
『リダイヤル』によると、3周目では、旧未来日記所持者に異常がないかをチェックする監視者として存在している。
グレモリー
『リダイヤル』の漫画版に登場。デウスの小間使いで秋瀬に使役されアカシックレコード内に侵入してきた3周目の由乃と秋瀬とともに戦う。後に秋瀬を気に入り付き従うようになる。特徴として語尾に『モリ』とつけて喋る。

### ゲームオリジナルキャラクター
霧崎 あざみ（きりさき あざみ） - 13th
声 - 浅川悠
所有未来日記：ビデオ日記
えすのサカエ描き下ろし13人目の日記所有者。レインコートに身を包んだ女性であるが、行動は謎に包まれている。
彼女が所持するデジタルカメラ「ビデオ日記」は、自分が未来に写す映像が記録される能力を持つ。映像という性質から文章で予知する他の所有者より正確な未来予知ができ、「The watcher」で覗き見ることができない。
霧崎 かすみ（きりさき かすみ）
声 - 米澤円
あざみの妹。2か月前に通り魔の3rdに襲われ、入院している。

## ゲームのルール
- 未来日記を与えられた12人で行われ、生き残った最後の1人は時間と空間を統べる"神の座"を得てデウスの後継となれる。
- 未来日記は、その所有者がそれまで携帯電話などでつけていた、あるいはゲーム開始前にムルムルから渡された日記に「将来日記に書かれるであろうこと」が、90日先の分まで表示されるようになったもの。1日経つごとに1日分補充される。「未来」を書き込む時点で持ち主が日記を手放していても、（その「未来」から見て）過去の日記に補充されないということはない。
- 全ての未来日記所有者は、桜見市内に存在している。これはデウスが因果律を歪め手配したため。
- 他の所有者が誰であるかの予備情報はないため、未来日記などを頼りに自分で見つける必要がある。
- 未来日記が破壊された場合、未来が破壊されるため渦に包まれつつ消滅に近い形で死亡する[5]。
- 未来日記に書かれた通りの行動をしなかった場合、その事後にそれ以降の日記が書き換わる。他の所有者の行動によっても書き換わる。
- 所有者が他の所有者に殺されることが確定した場合、"DEAD END"として書き込まれる。日記の特性に応じ、死ぬ時点や死に方が同時に書き込まれる場合もある。こうなった場合、その未来はほぼ回避不能であり、奇跡でも起こさない限りは回避できない。逆に言えば、万に一つの可能性として回避できる。
  - これは全ての未来日記共通の機能である。本来なら自身に関する予知が書き込まれない日記であっても、自身の"DEAD END"だけは記載される。
  - 作中で"HAPPY END"という記述も登場したが、これは"DEAD END"とは違ってその日記固有の通常の予知である[5]。
- 日記の所有権を他者に譲渡することも含め、ゲームを降りる全ての行為は禁止されているが、戦いを放棄したと見なされた場合、デウスの決定により存在を消滅させられることはある[5]。
- 日記になったからとはいえ、その媒体の本来の機能が失われるわけではない。例えば、携帯電話が日記になった場合でも通話やメール、メモ帳機能は使用可能。「未来」について記述された文章を改竄することもできるが、日記所有者の行動によって文章が変化した時と違って未来が変わることはない。
- 神となったものは世界を司り、消失した物体の再生や時間移動など、全てを思うようにできる。ただし、因果律や魂に干渉することはできず、過去に戻ったとしても「デウスが死にかけている」という因果を変えられないため、ゲームの発生はほぼ不可避であり、死者を蘇生してもそれは魂のないただの肉体となる。また、過去に戻った自分の肉体もその年数分だけ若返るわけではない。

## パイロットアニメ
2010年12月9日発売（9月9日発売だったが諸事情により延期）のコミックス第11巻限定版同梱DVDに収録のプレミアムアニメ。本編9分+特典映像の「設定資料集」11分の計20分収録。本編はダイジェストになっている。設定資料集はこのパイロットアニメの本編映像外の原作の設定をアニメ用に設定し直したものも収録している。他に特典はキャラクターデザイン平山英嗣描きおろしのジャケットと4ページのブックレット。
担当声優は後のテレビアニメ版とほぼ共通しているが、デウスのみ担当声優一覧で名前が伏せられており、音声は加工された男性のものとなっている。

### スタッフ
- 原作 - えすのサカエ（月刊『少年エース』連載／角川コミックス・エース刊）
- 監督・コンテ・演出 - 細田直人
- キャラクターデザイン・作画監督 - 平山英嗣
- サブキャラクターデザイン - 渡辺るりこ
- プロップデザイン・3Dディレクター - 江田恵一
- 色彩設計 - 福谷直樹
- 美術設定 - 佐藤正浩
- 美術監督 - 徳田俊之
- 撮影監督 - 藤田智史
- 編集 - 伊藤潤一
- 音楽 - 加藤達也
- 音響監督 - 名倉靖
- 音響効果 - 田中秀実
- 企画プロデューサー - 伊藤敦
- アニメーションプロデューサー - 平松巨規
- アニメーション制作 - アスリード
- 製作 - 12人の日記所有者たち

### 主題歌
『The Creator』
作詞 - YUI / 作曲・編曲 - 橘尭葉 / 歌 - 妖精帝國

## テレビアニメ
2011年10月から2012年4月まで、チバテレほかにて放送された。全26話。おおむね原作第1巻から最終巻までの原作通りの進行となっている。物語の舞台となる桜見市は、神奈川県に存在するという設定が追加された。Cパートでは原作単行本巻末のミニコーナーがアニメ化されており、本編と各話制作スタッフが異なる。最終回である第26話のCパートにおいて「未来日記のNEXT Project」が発表され、2012年12月26日発売の『月刊少年エース』2013年2月号や『ビッグオーダー』第3巻の折込広告にて単行本付属OVA『未来日記リダイヤル』が発表された。

### スタッフ（テレビアニメ）
- 原作・構成協力 - えすのサカエ（月刊少年エース連載／角川コミックス・エース刊）
- 監督 - 細田直人
- シリーズ構成 - 高山カツヒコ
- キャラクターデザイン - 平山英嗣
- サブキャラクターデザイン - 渡辺るりこ
- プロップデザイン - 江田恵一
- 3Dディレクター - 石田弘達
- 3DCGI - 酒井寿一、原山希
- 色彩設計 - 福谷直樹
- 美術設定 - 佐藤正浩
- 美術監督 - 徳田俊之
- 撮影監督 - 藤田智史
- 編集 - 伊藤潤一
- 音響監督 - 名倉靖
- 音楽 - 加藤達也
- 企画プロデューサー - 伊藤敦
- アニメーションプロデューサー - 平松巨規
- アニメーション制作 - asread.
- 製作 - 12人の日記所有者たち

### 主題歌（テレビアニメ）
オープニングテーマ
『空想メソロギヰ』（第2話 - 第14話）
作詞 - YUI / 作曲・編曲 - 橘尭葉 / 歌 - 妖精帝國
第1話では未使用。
『Dead END』（第15話 - 第26話）
作詞 - 渡邉美佳 / 作曲・編曲 - 藤田淳平 / 歌 - 飛蘭
『狂気沈殿』（未放映・Blu-ray版またはDVD版第9巻に収録）
作詞 - YUI / 作曲・編曲 - 橘尭葉 / 歌 - 妖精帝國
エンディングテーマ
『Blood teller』（第1話 - 第14話）
作詞 - 畑亜貴 / 作曲・編曲 - 中山真斗 / 歌 - 飛蘭
『filament』（第15話 - 第26話）
作詞 - YUI / 作曲・編曲 - 橘尭葉 / 歌 - 妖精帝國
『HAPPY END』（未放映・Blu-ray版またはDVD版第9巻に収録）
作詞 - 飛蘭 / 作曲 - 俊龍 / 編曲 - 鈴木マサキ / 歌 - 飛蘭

### 各話リスト
| 話数   | サブタイトル   | 脚本         | 絵コンテ          | 演出       | 作画監督                                         | 総作画監督          |
| ------ | -------------- | ------------ | ----------------- | ---------- | ------------------------------------------------ | ------------------- |
| 第1話  | サインアップ   | 高山カツヒコ | 細田直人          | 細田直人   | 平山英嗣                                         | 平山英嗣 岡田万衣子 |
| 第2話  | 契約条件       | 高山カツヒコ | 細田直人          | 小林浩輔   | 小島智加                                         | 平山英嗣 岡田万衣子 |
| 第3話  | 初期不良       | 高山カツヒコ | 川崎逸朗          | 川崎逸朗   | 小谷杏子                                         | 平山英嗣 岡田万衣子 |
| 第4話  | 手書き入力     | 高山カツヒコ | 米田光宏          | 米田光宏   | 町田真一                                         | 平山英嗣 岡田万衣子 |
| 第5話  | ボイスメモ     | 高山カツヒコ | 細田直人          | 小林浩輔   | 渡辺るりこ                                       | 平山英嗣 岡田万衣子 |
| 第6話  | マナーモード   | 小鹿りえ     | 柳瀬雄之          | 佐藤和磨   | 田畑昭、小島智加                                 | 平山英嗣 岡田万衣子 |
| 第7話  | 留守応答       | 小鹿りえ     | 吉本欣司          | 柳瀬雄之   | 藤原未来夫                                       | 平山英嗣 岡田万衣子 |
| 第8話  | 新機種         | 佐藤勝一     | 花井宏和          | 花井宏和   | 松林唯人                                         | 平山英嗣 岡田万衣子 |
| 第9話  | 着信拒否       | 佐藤勝一     | 花井宏和          | 高島大輔   | 田村正文、羽坂英則                               | 平山英嗣 岡田万衣子 |
| 第10話 | 家族プラン     | 高山カツヒコ | 柳瀬雄之          | 小林浩輔   | 山本善哉                                         | 平山英嗣 岡田万衣子 |
| 第11話 | サービス終了   | 小鹿りえ     | 米田光宏 細田直人 | 米田光宏   | 町田真一、伊藤秀樹                               | 平山英嗣 岡田万衣子 |
| 第12話 | 受信圏外       | 小鹿りえ     | 柳瀬雄之          | 柳瀬雄之   | 竹森由加、藤原未来夫 高原修司                    | 小島智加            |
| 第13話 | 非通知設定     | 佐藤勝一     | 細田直人          | 高村雄太   | 海老原雅夫                                       | 平山英嗣 岡田万衣子 |
| 第14話 | メモリー消去   | 佐藤勝一     | 橋口好美          | 羽多野浩平 | 須賀重行                                         | 平山英嗣 岡田万衣子 |
| 第15話 | ダブルホルダー | 高山カツヒコ | 吉本欣司          | 阿部雅司   | 津熊健徳、新井博慧                               | 小島智加            |
| 第16話 | 修理           | 高山カツヒコ | 花井宏和          | 花井宏和   | 松林唯人、小倉典子 小野和寛                      | 岡田万衣子          |
| 第17話 | 家族割り       | 高山カツヒコ | 花井宏和          | 小林浩輔   | 本田敬一、竹森由香 友岡新平、南部秀雄 岡田万衣子 | 平山英嗣 小島智加   |
| 第18話 | 混線           | 佐藤勝一     | 及川啓            | 羽多野浩平 | 須賀重行                                         | 平山英嗣 岡田万衣子 |
| 第19話 | 全件削除       | 佐藤勝一     | 松林唯人          | 渡部周     | 竹森由加、深沢謙二 永吉隆志、市野まりあ          | 岡田万衣子          |
| 第20話 | データ転送     | 小鹿りえ     | 細田直人          | 所俊克     | 櫻井司、竹上貴雄                                 | 小島智加            |
| 第21話 | 暗証番号       | 佐藤勝一     | 米田光宏          | 米田光宏   | 町田真一、岡田万衣子                             | 平山英嗣 岡田万衣子 |
| 第22話 | 切断           | 佐藤勝一     | ほしかわたかふみ  | 小林浩輔   | 金二星、津熊健徳 竹森由加、坂本龍典              | 小島智加 岡田万衣子 |
| 第23話 | 契約不履行     | 小鹿りえ     | 岩永彰            | 羽多野浩平 | 須賀重行                                         | 平山英嗣            |
| 第24話 | 検索中         | 高山カツヒコ | 花井宏和          | 花井宏和   | 松岡謙治、横山なつき 松林唯人                    | 岡田麻衣子          |
| 第25話 | リセット       | 高山カツヒコ | 竹内哲也          | 小林浩輔   | 竹内哲也                                         | -                   |
| 第26話 | 初期化         | 高山カツヒコ | 細田直人          | 細田直人   | 小島智加                                         | 平山英嗣            |

### ムルムル先生の裏未来日記
Cパートに挿入される短編アニメコーナー。第3話、第9話、第15話、第17話、第19話 - 第23話、第26話はCパートなし、第5話はクレイアニメで放送。
放送版ではテロップクレジットが本編中に被るが、BD/DVDでは本編終了後にクレジットされる。また、放送されなかった上記の話数は未放送版とされ、BD/DVDに特典として収録されている。
| 放送話        | サブタイトル                               | 脚本         | コンテ・演出 | 作画監督            |
| ------------- | ------------------------------------------ | ------------ | ------------ | ------------------- |
| 第1話Cパート  | 3rdの素質 火山高夫編                       | 高山カツヒコ | 細田直人     | 渡辺るりこ          |
| 第2話Cパート  | ムルムル先生危機一髪! ムルムル編           | 高山カツヒコ | 細田直人     | 渡辺るりこ          |
| 第4話Cパート  | 見える? 春日野椿編                         | 高山カツヒコ | 細田直人     | 渡辺るりこ          |
| 第5話Cパート  | 12thのいきさつ 平坂黄泉編                  | 高山カツヒコ | 細田直人     | -                   |
| 第6話Cパート  | ムルムルがんばる 天野礼亜編                | 小鹿りえ     | 細田直人     | 内野明雄            |
| 第7話Cパート  | 5thと宇宙人 豊穣礼佑編                     | 小鹿りえ     | 細田直人     | 佐野陽子            |
| 第8話Cパート  | 行きたい場所 秋瀬或編                      | 佐藤勝一     | 細田直人     | 佐野陽子 渡辺るりこ |
| 第10話Cパート | 髪型も? 雨流みねね編                       | -            | 細田直人     | 松田剛吏            |
| 第11話Cパート | ムルムル刑事のご出勤 西島真澄編            | 小鹿りえ     | 細田直人     | 松田剛吏            |
| 第12話Cパート | 4thのいきさつ 来須圭悟編                   | 小鹿りえ     | 細田直人     | 松田剛吏            |
| 第13話Cパート | 助けてくれたお礼に… 日野日向・野々坂まお編 | 佐藤勝一     | 細田直人     | 内野明雄            |
| 第14話Cパート | 助けてくれたお礼に… リターンズ 高坂王子編  | 佐藤勝一     | 細田直人     | 松田剛吏            |
| 第16話Cパート | 九郎の苦悩 天野九郎編                      | 高山カツヒコ | 細田直人     | 内野明雄            |
| 第18話Cパート | デパートにて 我妻由乃編                    | 佐藤勝一     | 細田直人     | 細田直人            |
| 第24話Cパート | 大人電話相談室 我妻西果編                  | 高山カツヒコ | 細田直人     | 細田直人            |
| 第25話Cパート | 2年の歳月 我妻潮編                         | 高山カツヒコ | 細田直人     | 内野明雄            |

#### 未放送
| 放送話        | サブタイトル                        | 脚本         | コンテ   | 演出     | 作画監督                    | BD/DVD収録巻 |
| ------------- | ----------------------------------- | ------------ | -------- | -------- | --------------------------- | ------------ |
| 第3話Cパート  | もろこし択 天野雪輝編               | 高山カツヒコ | 細田直人 | 細田直人 | 渡辺るりこ                  | 第2巻        |
| 第9話Cパート  | ワンダフル 月島狩人編               | 佐藤勝一     | 細田直人 | 細田直人 | 松田剛吏                    | 第4巻        |
| 第15話Cパート | 物理の時 上下かまど編               | -            | 細田直人 | 細田直人 | 内野明雄                    | 第6巻        |
| 第17話Cパート | 男と女 戦場マルコ&美神愛編          | -            | 細田直人 | 細田直人 | 佐野陽子                    | 第6巻        |
| 第19話Cパート | 母の里へ行こう 宮代お鈴編           | 佐藤勝一     | 細田直人 | 細田直人 | 小島智加                    | 第7巻        |
| 第20話Cパート | 続行きたい場所 続秋瀬或編           | 小鹿りえ     | 細田直人 | 細田直人 | 細田直人                    | 第7巻        |
| 第21話Cパート | ザ・ウォッチャー ジョン・バックス編 | 佐藤勝一     | 細田直人 | 細田直人 | 小島智加                    | 第8巻        |
| 第22話Cパート | 忙しい神様 デウス・エクス・マキナ編 | 佐藤勝一     | 細田直人 | 細田直人 | 竹森由加 小島智加（総作監） | 第8巻        |
| 第23話Cパート | オトナのゆうわく 雪輝・由乃編       | 小鹿りえ     | 細田直人 | 細田直人 | 竹森由加 小島智加（総作監） | 第8巻        |
| 第26話Cパート | おわりじゃ 続ムルムル編             | -            | 細田直人 | 細田直人 | 小島智加                    | 第9巻        |

### 放送局
| 放送地域 | 放送局         | 放送期間                       | 放送日時           | 放送系列         | 備考                                                                                  |
| -------- | -------------- | ------------------------------ | ------------------ | ---------------- | ------------------------------------------------------------------------------------- |
| 日本全域 | ニコニコ生放送 | 2011年10月9日 - 2012年4月15日  | 日曜 23:00 - 23:30 | ネット配信       | 生放送終了後にはニコニコチャンネルで通常配信を開始。 第2話以降は配信開始後1週間無料。 |
| 千葉県   | チバテレビ     | 2011年10月9日 - 2012年4月15日  | 日曜 24:00 - 24:30 | 独立局           |                                                                                       |
| 埼玉県   | テレ玉         | 2011年10月9日 - 2012年4月15日  | 日曜 25:05 - 25:35 | 独立局           |                                                                                       |
| 京都府   | KBS京都        | 2011年10月10日 - 2012年4月16日 | 月曜 25:00 - 25:30 | 独立局           |                                                                                       |
| 神奈川県 | tvk            | 2011年10月10日 - 2012年4月16日 | 月曜 25:15 - 25:45 | 独立局           |                                                                                       |
| 兵庫県   | サンテレビ     | 2011年10月11日 - 2012年4月17日 | 火曜 24:00 - 24:30 | 独立局           |                                                                                       |
| 岐阜県   | 岐阜放送       | 2011年10月12日 - 2012年4月18日 | 水曜 24:15 - 24:45 | 独立局           |                                                                                       |
| 東京都   | TOKYO MX       | 2011年10月12日 - 2012年4月18日 | 水曜 25:30 - 26:00 | 独立局           |                                                                                       |
| 三重県   | 三重テレビ     | 2011年10月14日 - 2012年4月20日 | 金曜 25:50 - 26:20 | 独立局           |                                                                                       |
| 日本全域 | AT-X           | 2012年10月2日 - 2013年3月26日  | 火曜 20:30 - 21:00 | アニメ専門CS放送 | リピート放送あり                                                                      |
| 日本全域 | フジテレビTWO  | 2013年10月29日 - 11月14日      | 平日 16:00 - 17:00 | CS放送           | 2話連続放送                                                                           |

ニコニコ生放送、ニコニコ動画および地上波各局は2012年1月と3月に放送休止を行ったため、番組終了は異例の4月中旬となった。
この他、BS11では2012年4月6日、4月13日、4月20日の各日27:00 - 27:30に「最終回直前! ラスト3回スペシャル!」として、それぞれ第24話 - 第26話を放送した。

## 外伝等

### 未来日記モザイク
『エースアサルト』に掲載された外伝。主人公は雨流みねね。全5話。
第1話はみねねの過去とテロを起こす理由と「何故、神になろうとしているのか」という理由が語られた。その後は時系列はばらばらで、本編ではあまり語られなかった他の未来日記所有者との関わりなどもある。

### 未来日記パラドックス
第1話と第2話が『エースアサルト』に、アサルト休刊に伴い第3話以降が『ヤングエース』に掲載された外伝。主人公は秋瀬或。全5話。
ムルムルの不手際が原因で因果律が破壊され、由乃の存在が消滅。そのため、雪輝が火山に殺害されてしまう。そこに居合わせた或が火山を殺害した後、因果律が回復する数日間だけ雪輝の代わりに戦う内容となっている。
秋瀬≒デウスという前提で読むと色々と趣が変わってくる構成となっている。

### 花子と寓話の未来日記
『月刊少年エース』2007年5月号に掲載された。作者えすのサカエの前作である『花子と寓話のテラー』と『未来日記』の、クロスオーバー作品である。
雪輝が、由乃の常軌を逸した行動について亜想探偵事務所へ相談しに行くという内容で、こちらは前編扱い。
「凄春コミックフェア」抽選プレゼント商品の公式同人誌「花子と寓話の未来日記」には、後編も掲載された。後編は花子とムルムルが入れ替わってみるという内容。
『未来日記』や『花子と寓話のテラー』の単行本には未収録であったが、前編は2011年9月に発売された『花子と寓話のテラー』の完全版第1巻、後編は2011年10月発売された完全版第2巻に収録された。

### 未来日記リダイヤル
『月刊少年エース』2013年6月号に一部掲載。少年エース編集部編。
最終対決1stと2ndの対決を経た後の3周目世界の由乃が主役のエピソードで、コミック全85ページと未来日記リダイヤルのアニメ設定資料集を収録した冊子とアニメDVDが同梱されている。また結末は同じなものの、アニメと漫画では展開が異なる。3周目世界の未来日記所有者のその後も描かれている。

#### OVA
えすのサカエ描きおろしコミックス付属DVD収録のOVAが2013年7月に発売予定であると、2012年12月26日発売の月刊少年エース2013年2月号にて発表された。コミックス部分には原作で描かれなかった、えすのサカエ描きおろしの3周目世界の由乃が2周目の雪輝に会いに行くという部分が描かれるほか、アニメ版の設定資料集が収録された。
DVDに収録されるOVAも同様に3周目世界の由乃が2周目の雪輝に会いに行くという部分が描かれるが、アニメとコミックスでは違う展開である。アニメにおいても原作者えすのサカエによるブロットを用い、脚本はアニメ本編のシリーズ構成である高山カツヒコが担当する。
2013年6月19日にニコニコ生放送にて発売に先駆けて先行配信された。同年8月14日には地上波放送決定が発表された。

##### スタッフ（未来日記リダイヤル）
- 原作・構成協力 - えすのサカエ（月刊少年エース連載／角川コミックス・エース刊）
- 監督 - 細田直人
- シリーズ構成 - 高山カツヒコ
- キャラクターデザイン - 平山英嗣
- プロップデザイン - 江田恵一
- 3Dディレクター - 原山希
- 色彩設計 - 福谷直樹
- 美術設定 - 松本浩樹
- 美術監督 - 笠井美枝
- 撮影監督 - 藤田智史
- 編集 - 伊藤潤一
- 音響監督 - 名倉靖
- 音楽 - 加藤達也
- 企画 - 安田猛
- エグゼクティブプロデューサー：安田猛（TV放送版のみクレジット）
- 製作プロデューサー - 菊池剛、武智恒雄、井上俊次、太布尚弘（TV放送版では製作統括とクレジット）
- 制作管理 - 菊谷隆（TV放送版のみクレジット）
- 企画プロデューサー - 伊藤敦（OVA発売版のみクレジット）
- プロデューサー - 伊藤敦、佐藤久暢（TV放送版のみクレジット）
- アニメーションプロデューサー - 平松巨規
- アニメーション制作 - アスリード
- 製作 - 12人の日記所有者たち

##### 主題歌（未来日記リダイヤル）
オープニングテーマ
『狂気沈殿』
作詞 - YUI / 作曲・編曲 - 橘尭葉 / 歌 - 妖精帝國
エンディングテーマ
『HAPPY END』
作詞 - 飛蘭 / 作曲 - 俊龍 / 編曲 - 鈴木マサキ / 歌 - 飛蘭

##### 各話リスト（未来日記リダイヤル）
| サブタイトル | 脚本         | 絵コンテ | 演出     | 作画監督             |
| ------------ | ------------ | -------- | -------- | -------------------- |
| データ移行   | 高山カツヒコ | 細田直人 | 細田直人 | 平山英嗣、岡田万衣子 |

##### 放送局（未来日記リダイヤル）
| 放送地域 | 放送局      | 放送期間      | 放送日時           | 放送系列       | 備考                             |
| -------- | ----------- | ------------- | ------------------ | -------------- | -------------------------------- |
| 東京都   | TOKYO MX    | 2013年9月20日 | 金曜 25:30 - 25:59 | 独立局         |                                  |
| 日本全域 | BS11        | 2013年9月21日 | 土曜 27:00 - 27:30 | BS放送         | ANIME+枠                         |
| 埼玉県   | テレ玉      | 2013年9月22日 | 日曜 24:00 - 24:30 | 独立局         |                                  |
| 千葉県   | チバテレビ  | 2013年9月22日 | 日曜 24:00 - 24:30 | 独立局         |                                  |
| 神奈川県 | tvk         | 2013年9月22日 | 日曜 24:00 - 24:30 | 独立局         |                                  |
| 兵庫県   | サンテレビ  | 2013年9月22日 | 日曜 24:30 - 25:00 | 独立局         |                                  |
| 福岡県   | TVQ九州放送 | 2013年9月22日 | 日曜 26:05 - 26:35 | テレビ東京系列 | テレビアニメ『未来日記』は未放送 |
| 岐阜県   | 岐阜放送    | 2013年9月24日 | 火曜 24:00 - 24:30 | 独立局         |                                  |
| 三重県   | 三重テレビ  | 2013年9月25日 | 水曜 25:20 - 25:50 | 独立局         |                                  |

## 単行本
- 第1巻0 2006年07月26日発売 ISBN 4-04-713839-8
- 第2巻0 2006年10月26日発売 ISBN 4-04-713872-X
- 第3巻0 2007年03月26日発売 ISBN 978-4-04-713912-1
- 第4巻0 2007年10月26日発売 ISBN 978-4-04-713954-1
- 第5巻0 2008年02月26日発売 ISBN 978-4-04-715026-3
- 第6巻0 2008年06月26日発売 ISBN 978-4-04-715072-0
- 第7巻0 2008年11月26日発売 ISBN 978-4-04-715130-7
- 第8巻0 2009年05月26日発売 ISBN 978-4-04-715248-9
- 第9巻0 2009年11月26日発売 ISBN 978-4-04-715323-3
- 第10巻 2010年03月26日発売 ISBN 978-4-04-715400-1
- 第11巻 プレミアムアニメDVD付き限定版 2010年12月09日発売 ISBN 978-4-04-900801-2、通常版 2010年12月25日発売 ISBN 978-4-04-715580-0
- 第12巻 2011年04月26日発売 ISBN 978-4-04-715679-1
- 未来日記モザイク 2008年11月26日発売 ISBN 978-4-04-715129-1
- 未来日記パラドックス 2010年03月26日発売 ISBN 978-4-04-715412-4
- 未来日記フラグメンツ 公式ガイドブック 2011年9月26日発売 ISBN 978-4-04-715793-4 （編：少年エース編集部）
- 未来日記リダイヤルオリジナルアニメDVD同梱 2013年7月26日発売 ISBN 978-4-04-120616-4 （編：少年エース編集部）

## 未来日記レヴォリューション
2012年11月よりUstream上で配信されている実写オーディション番組である。全10回。制作は角川書店、制作協力は角川プロダクション。提供はニューギン。何の目的で行われているかは不明ではあるが、オーディション内容はアニメの台本を用いた演技、商品紹介、歌唱検査など多岐に渡っていた。

## テレビドラマ
2012年4月21日より6月30日まで、フジテレビ系列で新設されたドラマ枠、土ドラの第1作として『未来日記-ANOTHER:WORLD-』のタイトルで放送された。

## 関連商品

### ノベライズ作品
角川スニーカー文庫（角川書店）レーベルにて発売。著者はいとうのぶき。全2巻。表紙・口絵について、第1巻はアニメの総作画監督を務める岡田万衣子とアニメ『未来日記』の監督を務める細田直人が原画を担当した。第2巻の表紙は原画が松田剛史、作監を平山英嗣が担当し、口絵は植田洋一と竹内哲也が原画を担当しており、本文中の挿絵は第1・2巻を通して元えすのサカエのアシスタントで未来日記のアシスタントも担当していた漫画家の吉原雅彦が担当している。内容は原作の設定・進行をそのまま使用しているが、虚空にいるデウスがムルムルとともにアカシックレコードを視聴し・回想する形式であるためか、一部描写がカットされている。第1巻は雪輝・由乃・9th・6th・秋瀬の視点第2巻は雪輝・由乃・秋瀬・7th美神愛・9th・11th・日野日向の視点が移り変わりながら進行していく流れとなっている。第1巻は原作の第6巻までを描いており、第2巻は第7巻から第12巻までを描いている。あとがきはムルムルと作者の掛け合いという仕様になっている。
1. 未来日記 2012年2月1日初版発行、ISBN 978-4-04-100044-1
2. 未来日記E（エンド） 2012年5月1日初版発行、ISBN 978-4-04-100149-3

### スピンオフ漫画
2011年3月9日創刊の『4コマnanoエース』Vol.1からVol.7号までスピンオフ漫画『未来日記モザイク消し』が連載された。最終話は月刊少年エース2011年12月号に掲載された。漫画は竹内元紀。4コマ漫画雑誌であるため4コマ中心、また作者が得意な下ネタ気味のギャグが織り交ぜて描かれている。単行本はA5版で全1巻、レーベルは角川コミックス・エースエクストラ。なお巻末に原作者とのインタビューがあるがこれは竹内による創作でありフィクションである。
未来日記モザイク消し 2011年12月3日初版発行、ISBN 978-4-04-120030-8

### CD

#### TVアニメ『未来日記』イメージソング
『未来日記 INSPIRED ALBUM Vol.1 〜因果律ノイズ〜』
2011年11月23日発売、レーベル・発売元はランティス。販売元はバンダイビジュアルである。型番はLACA-15167。参加ボーカルは妖精帝國、OLDCODEX、飛蘭、ちょうちょ、相沢舞、Annabel、悠季、ニルギリス、富樫美鈴、畑亜貴。全12曲である。
|    | 収録曲                                                     | ボーカル             | 作詞       | 作曲       | 編曲       |
| -- | ---------------------------------------------------------- | -------------------- | ---------- | ---------- | ---------- |
| 1  | 空想メソロギヰ（未来日記オープニングTVサイズ）             | 妖精帝國             | YUI        | 橘尭葉     | 橘尭葉     |
| 2  | EGOIST（デウスのテーマ）                                   | 妖精帝國             | YUI        | 橘尭葉     | 橘尭葉     |
| 3  | reject（雨流みねねのテーマ〜衝動〜）                       | OLDCODEX             | R・O・N    | R・O・N    | R・O・N    |
| 4  | RED love（我妻由乃のテーマ〜抹殺愛〜）                     | 飛蘭                 | 飛蘭       | 中山真斗   | 中山真斗   |
| 5  | Happy Fate（我妻由乃のテーマ〜恍惚愛〜）                   | ちょうちょ           | 松井洋平   | 中土智博   | 中土智博   |
| 6  | 真似見事（雨流みねねのテーマ〜爆殺〜）                     | 雨流みねね（相沢舞） | 三重野瞳   | 三浦誠司   | 三浦誠司   |
| 7  | perfect trap（豊穣礼佑のテーマ）                           | Annabel              | Annabel    | myu        | myu        |
| 8  | Never End（日野日向のテーマ）                              | 悠季                 | 松井洋平   | ぺさま     | ぺさま     |
| 9  | ユビキタス（ムルムルのテーマ）                             | ニルギリス           | ニルギリス | ニルギリス | ニルギリス |
| 10 | 君が君の人生の主役だから胸を張って歩け（天野雪輝のテーマ） | 天野雪輝（富樫美鈴） | 三重野瞳   | 江並哲志   | 山田高弘   |
| 11 | THIRD/Antares Cr302（火山高夫のテーマ）                    | 畑亜貴               | 畑亜貴     | 畑亜貴     | 加藤達也   |
| 12 | Blood teller（未来日記エンディングTVサイズ）               | 飛蘭                 | 畑亜貴     | 中山真斗   | 中山真斗   |

『未来日記 INSPIRED ALBUM Vol.2 〜因果律デシベル〜』
2012年2月29日発売、レーベル・発売元はランティス。販売元はバンダイビジュアルである。型番はLACA-15192。参加ボーカルは石田ショーキチ、畑亜貴、ちょうちょ、妖精帝國、川原慶久、白石稔、ニルギリス、六弦アリス、悠季、村田知沙。全10曲である。
|    | 収録曲                                                        | ボーカル             | 作詞           | 作曲           | 編曲           |
| -- | ------------------------------------------------------------- | -------------------- | -------------- | -------------- | -------------- |
| 1  | Runnning for your life 〜Theme of Cruth〜（来須圭吾のテーマ） | 石田ショーキチ       | 石田ショーキチ | 石田ショーキチ | 石田ショーキチ |
| 2  | 阿鼻依れ叫喚（6）（春日野椿のテーマ）                         | 畑亜貴               | 畑亜貴         | 畑亜貴         | 加藤達也       |
| 3  | 7th HEAVEN（マルコと愛のテーマ）                              | ちょうちょ           | 松井洋平       | shilo          | 中土智博       |
| 4  | LOST CHILDREN（上下かまどのテーマ）                           | 悠季                 | iyuna          | iyuna          | iyuna          |
| 5  | Herrscher（ジョン・バックスのテーマ）                         | 妖精帝國             | YUI            | 橘尭葉         | 橘尭葉         |
| 6  | 正義戦隊ゴ12th!!（平坂黄泉のテーマ）                          | 平坂黄泉（川原慶久） | ZAQ            | ZAQ            | ZAQ            |
| 7  | 俺!今?最高に!!!（高坂王子のテーマ）                           | 高坂王子（白石稔）   | 畑亜貴         | 山田高弘       | 山田高弘       |
| 8  | Crazy for you（西島＆みねねのテーマ）                         | ニルギリス           | 岩田アッチュ   | ニルギリス     | ニルギリス     |
| 9  | 或る真実の謌（秋瀬或のテーマ）                                | 六弦アリス           | 六弦A助        | 六弦A助        | 六弦A助        |
| 10 | 願いは未来を生きている（雪輝＆由乃のテーマ）                  | 我妻由乃（村田知沙） | 畑亜貴         | 伊藤真澄       | 伊藤真澄       |

### BD / DVD
BDとしては限定版と通常版、DVDはDVD版1系統のみと計3系統で発売されている。1巻のみ2話収録、2巻以降は各巻3話収録の全9巻。発売・販売元はともに角川書店である。
BD版やDVD版は、放送版では規制や時間の関係上カットされたものを、ディレクターズカット版の『未修正完全版オリジナル映像』として収録されている。
仕様として、限定版は原作者えすのサカエの描き下ろしスリーブ、キャラクターデザインの平山英嗣描き下ろしのジャケットとなっており、BD通常版やDVD版はキャラクターデザインの平山英嗣描き下ろしジャケット（限定版とは違う絵柄）のみである。
限定版特典は音声特典のオーディオコメンタリーの他、封入特典において『描き下ろしマウスパッド』（第1巻のみ）『ライブイベント参加優先申込券』（第1巻 - 第3巻のみ）、サウンドトラックCD（各巻）、トレーディングカード（各巻2種のうち1枚封入）などが収録されている。限定版、通常版共通特典として8ページブックレット、ノンテロップOP&ED（第1巻・第6巻のみ）、番宣・販売促進映像、未放送の「裏未来日記」などの映像特典などがある。最終巻には、ライブ・イベントにおいて発表された第3弾OP&ED映像が特典映像として収録されている。
| 巻数 | 発売日         | 収録話          | 限定版封入トレーディングカード （どちらか1種封入） | オーディオコメンタリー出演者 | 規格品番  | 規格品番  | 規格品番   |
| 巻数 | 発売日         | 収録話          | 限定版封入トレーディングカード （どちらか1種封入） | オーディオコメンタリー出演者 | 限定版BD  | 通常版BD  | DVD版      |
| ---- | -------------- | --------------- | -------------------------------------------------- | ---------------------------- | --------- | --------- | ---------- |
| 1    | 2011年12月22日 | 第1話 - 第2話   | 来須圭吾、雨流みねね                               | 富樫美鈴、村田知沙           | KAXA-3801 | KAXA-3210 | KABA-10037 |
| 2    | 2012年1月27日  | 第3話 - 第5話   | 火山高夫、平坂黄泉                                 | 相沢舞、川原慶久、仙台エリ   | KAXA-3802 | KAXA-3811 | KABA-10038 |
| 3    | 2012年2月24日  | 第6話 - 第8話   | 豊穣礼佑、春日野椿                                 | 真田アサミ、水原薫           | KAXA-3803 | KAXA-3812 | KABA-10039 |
| 4    | 2012年3月30日  | 第9話 - 第11話  | 戦場マルコ&美神愛、上下かまど                      | 石田彰、松岡由貴、平松広和   | KAXA-3804 | KAXA-3213 | KABA-10040 |
| 5    | 2012年4月27日  | 第12話 - 第14話 | 野々坂まお、高坂王子                               | 田中正彦、石井真             | KAXA-3805 | KAXA-3214 | KABA-10041 |
| 6    | 2012年5月25日  | 第15話 - 第17話 | 月島狩人、日野日向                                 | 関智一、桑谷夏子             | KAXA-3806 | KAXA-3215 | KABA-10042 |
| 7    | 2012年6月29日  | 第18話 - 第20話 | ジョン・バックス、デウス・エクス・マキナ           | ゆかな、白石稔               | KAXA-3807 | KAXA-3216 | KABA-10043 |
| 8    | 2012年7月27日  | 第21話 - 第23話 | 天野雪輝、秋瀬或                                   | 今野宏美、稲田徹             | KAXA-3808 | KAXA-3217 | KABA-10044 |
| 9    | 2012年8月31日  | 第24話 - 第26話 | 我妻由乃、ムルムル                                 | 本田愛美、土門仁             | KAXA-3809 | KAXA-3218 | KABA-10045 |

#### Blu-ray BOX
2013年11月29日に、TVアニメ全26話と『未来日記リダイヤル』、『未来日記プレミアムアニメ』（アニメパイロット映像）の他、TVシリーズでの特典映像「ムルムル先生の裏未来日記」などを収録したBlu-ray BOXが発売された。発売・販売元は共に角川書店である。
音声特典はBD限定版に収録されたキャストオーディオコメンタリーが全て収録され、映像特典では未放送の「裏未来日記」の他、ノンテロップOP&ED、番宣スポット、TV−CM、販促PVが収録されている。封入特典はブックレットの他、各巻のBD / DVD限定版の封入特典であったサウンドトラックが1枚のCDにまとめられ、収録されている。
| -           | 発売日         | 収録話                                    | 封入特典                         | オーディオコメンタリー | 規格品番  |
| ----------- | -------------- | ----------------------------------------- | -------------------------------- | ---------------------- | --------- |
| Blu-ray BOX | 2013年11月29日 | 全26話、パイロット映像 未来日記リダイヤル | サウンドトラックCD、ブックレット | 上記全収録             | KAXA-9804 |

#### 店頭販促ラジオ「未来日記ラジオ」
一部店舗限定で対象の第6巻 - 第8巻のBD限定版を期間中に予約することで、予約特典としてBD限定版とともに配布された録りおろしのラジオCD。全3枚。一部店舗の店頭で試聴できた。第6巻にはラジオCDに加え、3枚分を収録できるCD-BOXケースが付属した。提供は角川書店。
コーナー
- 近況報告
- 各自のキャラクターに演じてみての感想
- 歌を歌った方は歌った感想。7月のライブイベントについての抱負
- 自分の10年後の未来は？
- リスナーへのメッセージ

パーソナリティ
- 第6巻「未来日記ラジオ (1)」 - 富樫美鈴、村田知沙
- 第7巻「未来日記ラジオ (2)」- 相沢舞、川原慶久
- 第8巻「未来日記ラジオ (3)」 - 白石稔、本田愛美

### 未来日記 The Live World
2012年7月29日にSHIBUYA-AXにて行われた、TVアニメ『未来日記』のライブイベントであり、未来日記のオープニングやエンディングもしくは未来日記イメージソングVol.1/Vol.2に参加した歌手・声優が出演した。
開場前、開場後ではライブグッズの物販が行われた他、また、2012年7月現在ではテレビでは放映されていない、第3弾のオープニング・エンディングが新作映像とともに公開された。第三弾のオープニング・エンディング曲は未来日記第9巻のBlu-ray Disc限定版の特典CDに収録された。

#### 出演者
- 妖精帝國
- 飛蘭
- OLDCODEX
- ChouCho
- 悠季
- ニルギリス
- 六弦アリス
- 畑亜貴
- 村田知沙
- 富樫美鈴
- 相沢舞
- 川原慶久
- 白石稔

#### 未来日記 The Live World Blu-ray
上記のライブの模様を収録したライブBlu-ray Discが未来日記Blu-rayBOXと発売を同じくして2013年11月29日に角川書店より発売予定。品番はKAXA-3850。特典としてブックレットが収録される他、9分間のメイキング映像が収録される予定とのこと。

### ゲーム
未来日記 13人目の日記所有者
角川書店より2010年1月28日に発売されたPlayStation Portable（PSP）用ゲーム。「パラドックスアドベンチャー」と題された作者完全監修によるオリジナルストーリーが展開され、作者描き下ろしの新キャラクター13thも登場する。なお、キャラクターの音声は収録されていない。キャラクターデザインは原作準拠である。
未来日記 13人目の日記所有者 RE:WRITE
2012年4月26日に同じくPSPで発売された上記無印のリメイク版。音声がテレビアニメ版準拠でフルボイスになり、新要素の追加によってシナリオが前作比130%となった、事実上の完全版。また、無印はCEROのレーティングがA（全年齢）だったが、本作はB（12歳以上対象）となっている。
初回限定版はえすのサカエ描き下ろしイラストが両面プリントされた「ヤン由乃とデレ由乃・添い寝枕カバー」と、由乃の囁き声が収録された「ヤン由乃とデレ由乃・お休みCD」が付属。さらに、初回限定版のみの予約特典として各未来日記所有者のカスタムテーマや壁紙が収録された「十三人分の壁紙所有者」ディスクがある。

### 遊技機
パチスロ未来日記
2016年7月にニューギンより発表。
パチンコ未来日記
2018年12月17日にニューギンより発表。